# Montagny (Savoia)
Montagny è un comune francese di 645 abitanti situato nel dipartimento della Savoia nella regione dell'Alvernia-Rodano-Alpi.

## Società

### Evoluzione demografica
Abitanti censiti